# 黃聰翰
黃聰翰（1994年7月7日—）為臺灣男子籃球運動員，場上位置為得分后卫，現效力於台灣職業籃球大聯盟臺北台新戰神。

## 生平
畢業於南山高中、明道大學，高中時主要在禁區討生活，到了大學轉型為前鋒、開始具備外線能力，在2016年第十四季超級籃球聯賽新人選秀會第一輪第四順位被台灣啤酒相中，時任總教練閻家驊希望黃聰翰能頂替劉錚離隊之後的位置。
2021年9月，黃聰翰從超級籃球聯賽台灣啤酒轉移至T1聯盟台灣啤酒英熊。2023年7月連同2024年新人選秀會第一輪選秀權被台啤雲豹交易至臺北台新，換取2023年新人選秀會第一輪第二順位選秀權。

## 外部連結
- 黃聰翰的Instagram帳戶
- 黃聰翰在fiba.basketball（英语）
- 黃聰翰在fiba3x3.com（英语）
- 黃聰翰在台灣職業籃球大聯盟
- 黃聰翰在Eurobasket.com（球員）（英语）
- 黃聰翰在RealGM（英语）
- 黃聰翰在Flashscore（英语）